# Поєнерей
Поєнерей (рум. Poienărei) — село у повіті Арджеш в Румунії. Входить до складу комуни Корбі.
Село розташоване на відстані 136 км на північний захід від Бухареста, 44 км на північ від Пітешть, 129 км на північний схід від Крайови, 77 км на південний захід від Брашова.

## Населення
За даними перепису населення 2002 року у селі проживали 143 особи, усі — румуни. Усі жителі села рідною мовою назвали румунську.